# Juan Velásquez
Juan Velásquez (20 marzo 1971) è un ex calciatore peruviano, di ruolo centrocampista.

## Carriera

### Club
Ha giocato nella prima divisione peruviana.

### Nazionale
Ha partecipato alla Copa América 1999.

## Palmarès

### Club

#### Competizioni internazionali
- Recopa Sudamericana: 1

Cienciano: 2004